# Lomatium shevockii
Lomatium shevockii är en flockblommig växtart som beskrevs av Ronald Lee Hartman och Lincoln Constance. Lomatium shevockii ingår i släktet Lomatium och familjen flockblommiga växter. Inga underarter finns listade i Catalogue of Life.